# Тузла Сіті
Тузла Сіті (босн. Fudbalski klub Tuzla City), раніше відомий як «Слога» (Сімін Хан) — боснійський футбольний клуб з міста Тузла.

## Історія
Клуб був заснований в 1955 році під назвою «Слога» (Сімін Хан) і виступав у нижчих лігах Югославії, а потім Боснії та Герцеговини. У сезонах 2014/15 та 2015/16 команда двічі поспіль вигравала третій дивізіон країни — Другу лігу Федерації Боснії та Герцеговини, але лише після другого разу отримав підвищення, оскільки після першого сезону не відповідав вимогам Першої ліги. У сезоні 2017/18 команда зайняла перше місце та вперше в історії вийшла до боснійської Прем'єр-ліги. Незабаром після цього 18 червня 2018 року клуб змінив назву на Тузла Сіті.

## Досягнення
| Тип                                       | Турнір | Разів            | Сезон |
| ----------------------------------------- | ------ | ---------------- | ----- |
| Чемпіонат                                 |        |                  |       |
| Друга діга Федерації Боснії і Герцеговини | 2      | 2014-15, 2015-16 |       |
| Перша ліга Федерації Боснії і Герцеговини | 1      | 2017-18          |       |